# Dynamenella mossambicus
Dynamenella mossambicus is een pissebed uit de familie Sphaeromatidae. De wetenschappelijke naam van de soort is voor het eerst geldig gepubliceerd in 1990 door Ortiz, Berze-Freire & Wasikete.